# Monaco i olympiska sommarspelen 1988
Monaco deltog i de olympiska sommarspelen 1988 med en trupp bestående av nio deltagare, men ingen av landets deltagare erövrade någon medalj.

## Bågskytte
Herrarnas individuella
- Gilles Cresto - Inledande omgång, 65:e plats

## Fäktning
Herrarnas sabel
- Olivier Martini